# Pleuropetalum pleiogynum
Pleuropetalum pleiogynum är en amarantväxtart som först beskrevs av Carl Ernst Otto Kuntze, och fick sitt nu gällande namn av Paul Carpenter Standley. Pleuropetalum pleiogynum ingår i släktet Pleuropetalum och familjen amarantväxter. Inga underarter finns listade i Catalogue of Life.